# Toon van Gool

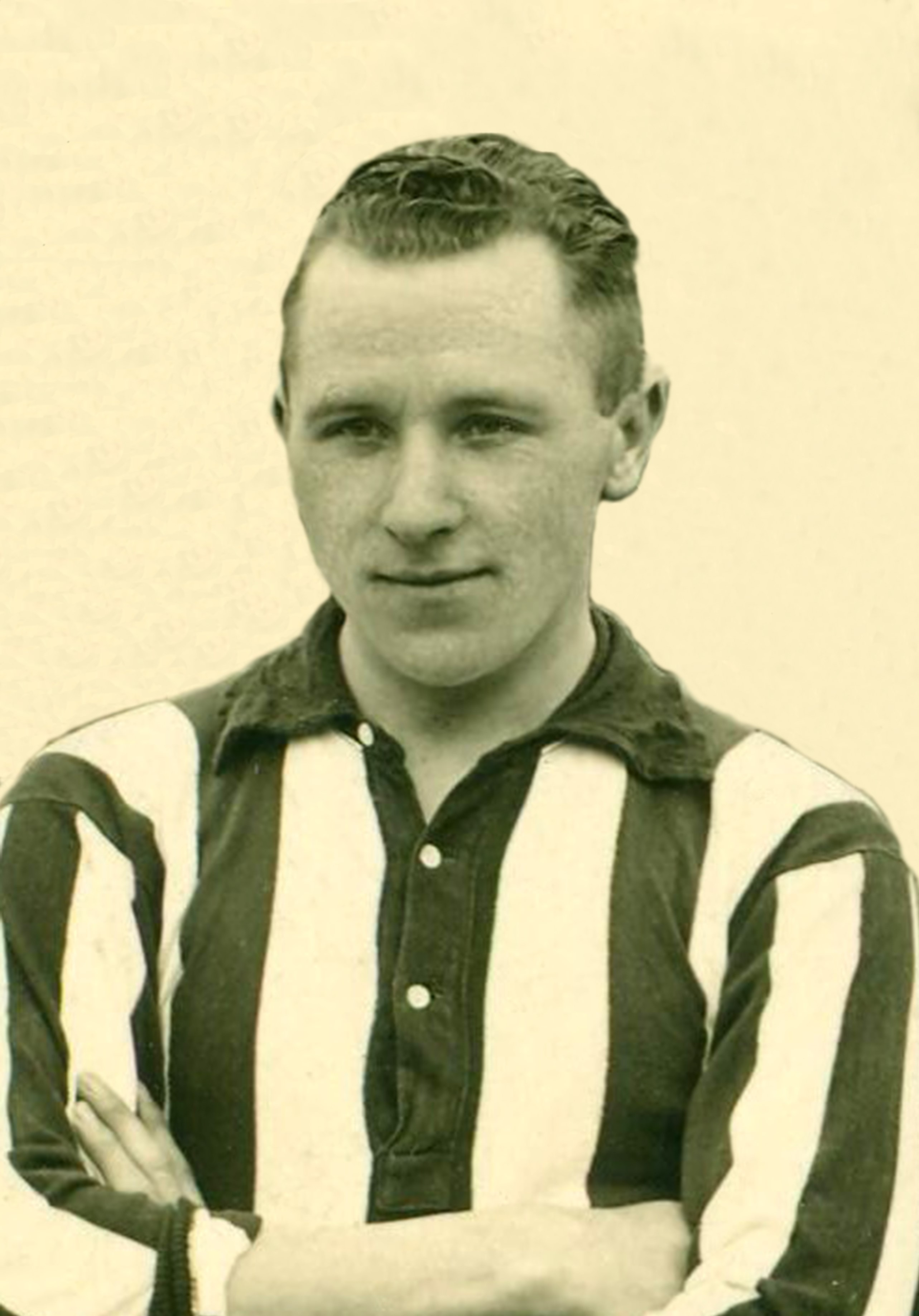
Toon van Gool

Toon van Gool (Tilburg, 12 augustus 1907 - 29 augustus 1992) was een Nederlandse voetballer. Hij was een voorhoedespeler.
Hij debuteerde in het eerste elftal van Willem II op 16 september 1934 tegen voetbalclub BVV. Zijn laatste wedstrijd in het eerste elftal was op 26 december 1937 tegen Juliana. Hij speelde in totaal 75 officiële wedstrijden in het eerste elftal van Willem II en scoorde 46 doelpunten.
In 1938 trouwde hij met Paulien van Rooij en zij begonnen samen een kruidenierszaak in Tilburg.